# دهستان گسارلینگ
دهستان گسارلینگ (به لاتین: Gesarling Gewog) یک دهستان در کشور بوتان است که در ناحیهٔ داگانا واقع شده‌است.